# Ichthyomys tweedii
Ichthyomys tweedii is een knaagdier uit de familie van de Cricetidae. De soort komt voor in zuidelijk Midden-Amerika en het noordwesten van Zuid-Amerika.

## Wetenschappelijke beschrijving
Ichthyomys tweedii werd in 1921 wetenschappelijk beschreven door A.M. Anthony op basis van slechts enkele specimens. Tweedy was directeur van een mijnbedrijf en werkte samen met het American Museum of Natural History. De typelocatie is Río Amarillo in de provincie El Oro in Ecuador.

## Verspreiding
Ichthyomys tweedii komt voor in Costa Rica, Panama en Ecuador. Er zijn geen waarnemingen bekend uit het tussenliggende Colombia, waar het mogelijk wel voorkomt in de Pacifische regio. In 2020 werd de eerste waarneming in Costa Rica gerapporteerd bij Las Cruces Biological Station in de provincie Puntarenas. Daarvoor was de soort bekend van twee locaties in Panamá Oeste (Capira en Río Trinidad) en een achttal gebieden in Ecuador ten westen van de Cordillera de los Andes in de provincies Azuay, Esmeraldas, Santo Domingo de los Tsáchilas, Pichincha en El Oro. Ichthyomys tweedii komt voor van zeeniveau tot 1.800 meter hoogte bij kleine snelstromende riviertjes omgeven door dichte bossen, zowel regenwoud als droogbos.

## Uiterlijke kenmerken
De kop-romplengte bedraagt 143 tot 197 mm met een staart van 132 tot 164 mm lang. Het gewicht is 123 tot 155 gram. De kleur van de vacht is grijsbruin aan de rugzijde met tussenliggend lichter gekleurde haarpunten en wit tot geelgrijs aan de buikzijde. De kop heeft dezelfde kleur als de rug. Zowel de ogen als oren zijn klein.

## Leefwijze
Er is weinig bekend over de leefwijze van Ichthyomys tweedii. De soort is zowel dag- als nachtactief, solitair levend en semi-aquatisch. Ichthyomys tweedii voedt zich met vissen, krabben, garnalen en waterinsecten.